# Tomi Koivusaari
Tomi Koivusaari (ur. 11 kwietnia 1973) – fiński muzyk, kompozytor i wokalista, gitarzysta. Tomi Koivusaari znany jest przede wszystkim z wieloletnich występów w zespole Amorphis. Uczestniczył w nagraniach wszystkich jedenastu albumów studyjnych formacji. Wraz z grupą otrzymał w 2010 roku nagrodę fińskiego przemysłu fonograficznego Emma-gaala. W latach 1989–1990 i ponownie od 2012 roku członek formacji Abhorrence. Od 1999 roku występuje także w zespole Verenpisara.
Współpracował ponadto z zespołami Violent Solution, Velcra, Karuselli, Jam-Bore i Ajattara.

## Wybrana dyskografia
- Waltari - So Fine! (1994, The All Blacks BV, gościnnie: śpiew)
- Waltari - Yeah! Yeah! Die! Die! - Death Metal Symphony in Deep C (1996, Spin Records, gościnnie: śpiew)
- Verenpisara - Aamunodottaja (2002, Terrier)
- Verenpisara - Happosadetta (2003, Terrier)
- Black Sun Aeon - Darkness Walks Beside Me (2004, Cyclone Empire, gościnnie: śpiew)
- Verenpisara - Irtileikattu (2005, Ranka Recordings)
- Charon - Songs for the Sinners (2005, Spinefarm Records, gościnnie: sitar)
- Ville Kalliosta - 100 x 200 mg (2006, Monsp Records, gościnnie: gitara)
- Ajattara - Äpäre (2006, Spinefarm Records)
- Jontti - Yhden Miehen Kultti (2011, 3rd Rail Music, gościnnie: gitara)
- Kotiteollisuus - Sotakoira II (2012, Megamania, gościnnie: sitar)